# Karin Andersson (Politikerin)

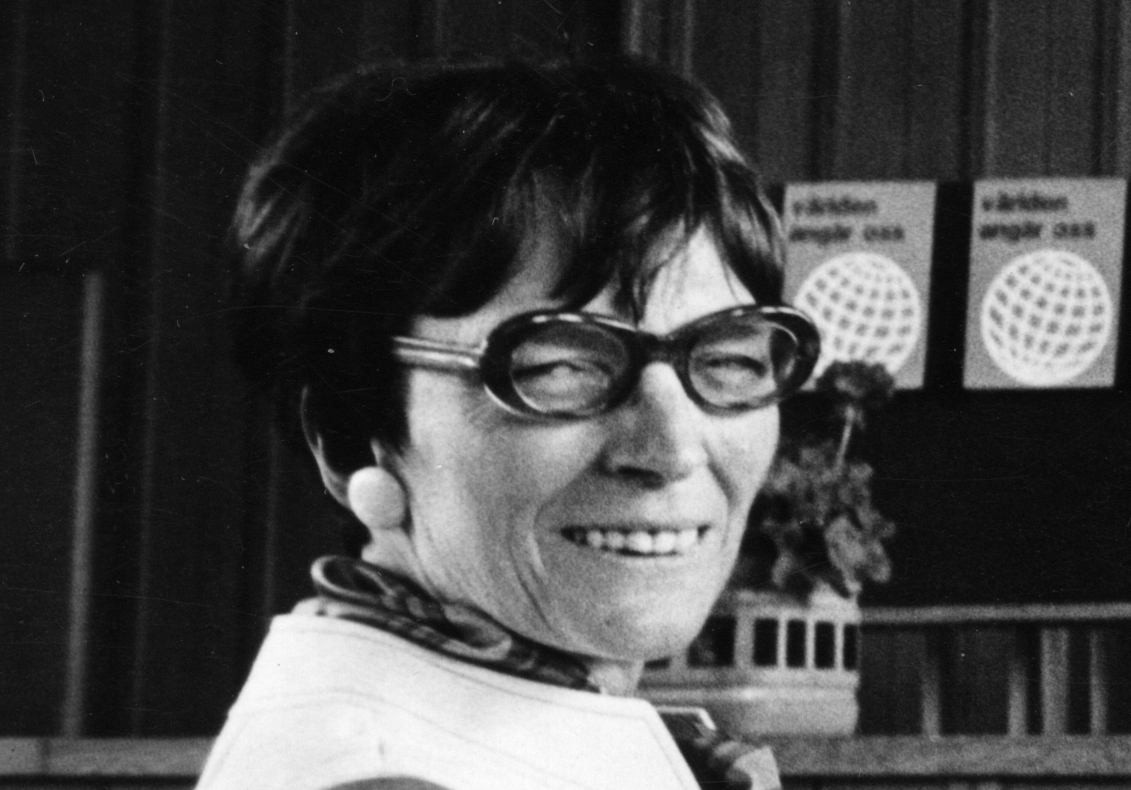
Karin Andersson, 1969

Karin Elisabet Andersson (* 8. Oktober 1918 in Åsby bei Veddige, Hallands län; † 20. Juli 2012 in Ås, Gemeinde Varberg, Hallands län) war eine schwedische Politikerin.
Karin Andersson wurde als Journalistin und Sozialarbeiterin ausgebildet. Sie arbeitete zunächst für die Tageszeitung Hallands Nyheter und wechselte 1948 in die Redaktion der RLF-tidningen, einer 14-täglich erscheinenden Zeitschrift. Zwischen 1957 und 1960 war sie als Produzentin für Sveriges Radio tätig. Anschließend kehrte sie für fünf Jahre zum  Reichsverband der Landwirtschaft (RLF) zurück und leitete dort die PR-Abteilung. Von 1966 bis 1979 stand sie als Geschäftsführerin dem Frauenverband der Zentrumspartei vor.
Die aus dem Bauernbund hervorgegangene Zentrumspartei vertrat sie zwischen 1971 und 1985 auch im Reichstag. Als ihr Parteivorsitzender Thorbjörn Fälldin nach der Reichstagswahl 1976 als erster nicht-sozialdemokratischer Politiker seit 40 Jahren Ministerpräsident Schwedens wurde, erhielt Karin Andersson den Auftrag, ein Gleichstellungskomitee (jämställdhetskommitté) zu leiten, das einen Gesetzesvorschlag zur Bekämpfung der Frauendiskriminierung im Arbeitsleben vorlegen sollte. Da die Regierung Fälldin schon 1978 an der Kernenergiefrage zerbrach, wurde der vom Komitee ausgearbeitete Vorschlag zunächst nicht verwirklicht. Nachdem die bürgerlichen Parteien die Reichstagswahl 1979 erneut gewonnen hatten, ernannte Fälldin sie zur Gleichstellungs- und Einwanderungsministerin seines Kabinetts. Am 13. Dezember 1979 wurde das wesentlich von ihr mitkonzipierte erste schwedische Gleichstellungsgesetz im Reichstag verabschiedet. Nach der Niederlage der bürgerlichen Parteien bei der Reichstagswahl 1982 verlor sie ihr Ministeramt.
Ab 1985 lebte sie wieder auf dem elterlichen Bauernhof Klockaregården bei Varberg.